# Беличанский лес
«Беличанский лес» (укр. «Біличанський ліс») — урочище и часть Голосеевского национального природного парка (с 2014 года), расположенный на территории Святошинского и Подольского (частично) районов Киевского горсовета (Украина). Площадь — 6 462,62 га. Землепользователь — Министерство экологии и природных ресурсов Украины.

## История
1 мая 2014 года Указом Президента Украины № 446/2014 «Про изменение границ национального природного парка Голосеевский» Беличанский лес, площадью 6 462,62 га, был включён в состав Голосеевского национального природного парка. На территории урочища запрещены любая хозяйственная деятельность и в том числе ведущая к повреждению природных комплексов.
В 2014 году был возвращен участок площадью 109 га в госсобственность, согласно решению Высшего конституционного
суда по иску Прокуратуры Киевской области, который ранее был передан жилищно-строительному кооперативу Беличанка Коцюбинским поселковым советом.
В 2015 году были выделены средства для проведения работ, связанных с внесением изменений к Проекту организации территории Голосеевского национального природного парка с учётом расширения. На 2015 год не была разработана документация по землеустройству для обеспечения охранного режима (а также тип режима, согласно функциональной зоне парка) и установления границ парка.

## Описание
Урочище занимает часть Святошинского лесничества Святошинского лесопаркового хозяйстваː западная часть Святошинского района в пойме реки Ирпень и её приток Нивка, Любка и Котурка и ограниченный административной границей с Киевской областью на западе, жилой и нежилой застройкой (исторические местности Беличи, Новобеличи, Берковец, пгт Коцюбинское) на востоке, Гостомельским шоссе на севере, админграницей и Святошинским лесопарком на юге. Установлены щиты-указатели и аншлаги при въездах. Лес разделён на участки автодорогами М06 (проспект Победы, Житомирское шоссе), Р30 (Киев—Ирпень), М07 (Гостомельское шоссе), железной дорогой, улицей Городская, рекой Нивка с системой прудов (не включённая в состав НПП). Урочище включает участок реки Любка. Есть несколько не включенных в состав парка участков внутри урочищаː памятник природы Романовское болото, заказник Река Любка, бывшая свалка боеприпасов. Также есть небольшой участок в Подольском районе, что между улицами Большая кольцевая дорога, Городская, Синеозёрная и Газопроводной, примыкающий к Берковцу и Синему озеру. На севере урочище граничит с заказником Пуща-Водица, юге — парком-памятником садово-паркового искусства Святошинским лесопарком. Согласно Генплану Киева до 2025 года планируются к созданию парки на базе лесопарковых массивовː Беличи, Беличанский лес и Коцюбинское, которые будут примыкать к урочищу восточнее и западнее жилых массивов.
Как добратьсяː 1) ост. Сосновый бор (на Житомирском шоссе) марш. такси 373, 375, 376, 377, 400, 727, 747, 748, 749, 750, 761; 2) до пгт Коцюбинское (ост. ул. Мебельная) марш. такси № 393 (от ст. м. Академгородок), далее пешком около 1 км. Близлежащая станция метро   Академгородок.

## Природа
Растительность представлена преимущественно лесами с доминирующими породами сосна и дуб, а также водно-болотные угодья реки Любка и смежные участки приток реки Ирпень. Также встречаются такие породы как ель, лиственница, клён, берёза. Согласно исследованиям Института ботаники имени Н. Г. Холодного, Беличанский лес имеет ключевой рекреационное значения для Киевского региона.
Характерными для местности являются такие млекопитающие лось, косуля, лисица, заяц, бобёр; пресмыкающиесяː живородящая ящерица, ломкая веретеница, обыкновенная гадюка; земноводныеː травяная лягушка, обыкновенная жаба; птицыː 6 видов рода синицы, виды рода корольки, лесной жаворонок, средний дятел, желна, белоспинный дятел. Поймы рек является местом обитания множества птиц и селения бобров.